# پادشاهان تابستان
«پادشاهان تابستان» (انگلیسی: The Kings of Summer) یک فیلم آمریکایی در سبک کمدی است که در سال ۲۰۱۳ منتشر شد.

## بازیگران
- نیک رابینسون
- مویسس آریاس
- الیسون بری
- نیک آفرمن
- مگان مولالی
- مری‌لین رایسکوب
- مارک اون جکسون
- اَنجلا تریمبر